# 莫里斯·毕晓普
莫里斯·鲁珀特·毕晓普（英語：Maurice Rupert Bishop；1944年5月29日—1983年10月19日），格林纳达革命家、政治家。1944年出生于阿鲁巴岛。1973年3月，参与创建极左翼政党新宝石运动。1979年3月13日领导该政党发动武装政变，推翻时任总理埃里克·盖里的政府，随后担任格林纳达人民革命政府总理。1983年10月，在时任副总理伯纳德·科尔德发动的政变中遭到废黜和软禁，最终在混乱中被政变部队杀害。

## 早年生活和求学经历
1944年5月29日，莫里斯·鲁珀特·毕晓普出生于荷属库拉索领地的阿鲁巴岛。他的父亲本来是格林纳达人，1930年与妻子前往阿鲁巴的一家炼油厂工作，并且在那里生下了毕晓普。1950年，因为父亲在首府圣乔治开了一家零售店，毕晓普一家回到了格林纳达。作为家中的独子，毕晓普先后被父亲送往卫斯理神学和天主教会的学校读小学和中学。在上中学时，他热心于社交活动，并开始对政治感兴趣，积极支持于1958年成立的西印度群岛联邦。1959年，古巴革命胜利，他受到极大震撼，开始研读朱利叶斯·尼雷尔和弗朗茨·法农的著作，而这两人分别以领导坦桑尼亚独立和研究去殖民化而出名。1962年，他在以优异成绩从中学毕业后随即与邻校青年伯纳德·科尔德创建“格林纳达青年争取真理大会”，在圣乔治定期组织公开政治辩论，以讨论时政的方式让岛内的青年尽快熟悉政治生活。当时，无论政见是否相同，人们都对他的杰出口才与人格魅力表示赞赏。
“格林纳达青年争取真理大会”的活动仅持续了九个月，就随着该组织的主要领导人前往欧美等地求学而告终。1963年，毕晓普前往伦敦大学攻读法律专业，并于1966年在格雷律师学院取得法学学士学位。这段时间前后，他先后担任候尔本学院和皇家学院的学生会主席，并在闲暇时间体验邮递员和蔬菜包装工的生活。他还深入研究了格林纳达历史，尤其关注格林纳达1795-1796年间的独立运动。1964年，他参加了英国的西印度群岛常设会议（英語：West Indian Standing Conference；简称WISC）和反种族歧视运动（英語：Campaign Against Racial Discrimination；简称CARD），又前往捷克斯洛伐克和民主德国游历，研读马克思、列宁、斯大林和毛泽东的书籍。
1967-1969年，他致力于撰写论文《格林纳达的宪政发展》，但由于和导师对于1951年格林纳达总罢工的观点不同，这项工作最终没能完成。1969年，他成为位于伦敦诺丁山门的“西印度群岛法律援助办事处”的创始人之一，并无偿为之工作，同时在英国公职部门当附加税审计员来赚取生活费。这段时间内，他与朋友联系，共同制订了他回国后两年内的行动计划。计划中，毕晓普决定暂停自己的律师工作和政治参与，转而投身于创建一个可以在格林纳达执政的组织。

## 政治生涯

### 投身政治
1970年12月，毕晓普回到格林纳达，并随即给圣乔治综合医院的护士要求提高病人生活水平的罢工提供法律辩护。随后，他与30名抗议者一同被捕。在长达7个月的审判后，他们被宣告无罪。1972年，毕晓普协助成立了马提尼克岛上的一个讨论并筹划独立的协会。同年大选后，他又与肯瑞克·雷迪克斯和杰奎琳·克里夫特创立了一个以朱利叶斯·尼雷尔的思想和坦桑尼亚社会主义的基本指导方针的政党，名为“人民大会运动”（英語：Movement for Assemblies of the People；简称MAP）。人民大会运动致力于推动以农村为中心的群众性制度建设以及对国家事务的广泛参与。
1973年1月，人民大会运动与为福利、教育和解放而共同努力（英語：Joint Endeavor for Welfare, Education, and Liberation；简称JEWEL；又称“宝石运动”）合并，组成政党新宝石运动 （英語：New Jewel Movement；简称NJM）。毕晓普与尤尼森·怀特曼共同以联合协调秘书的职务领导该党。
1973年11月18日，毕晓普和其他新宝石运动的领导人的车队在从圣乔治前往格伦维尔的途中被助理警察局长艾尼森特·贝尔马拦截，有九人被政府逮捕并殴打，导致毕晓普的下颌受伤。这一事件在格林纳达被称为“血色星期日”。1974年1月21日，毕晓普又参与了针对时任总理埃里克·盖里的示威。示威者回到住所时，盖里的支持者和政府安保人员向他们投掷石块、释放催泪瓦斯，制造了“血色星期一”事件。在此次事件中，毕晓普的父亲在领导妇女和儿童逃离混乱时遭到射杀。事后，毕晓普意识到自己的政党还未能广泛发动城市工会，在盖里的支持者中影响力也甚微，因此无法领导工人阶级。他和同伴共同制定了一条新的策略，即将工作重心从宣传和反政府运动的动员转移到党组织和基层组织的架构上来。
1974年2月6日，格林纳达独立前一日，毕晓普再次被捕并关入乔治堡监狱，理由是企图阴谋发动武装反政府政变。警方称，在搜查毕晓普的住所时发现了武器、装备、弹药和制服，以及一份在夜总会暗杀埃里克·盖里的计划和游击营分布图。然而在两日后，他就被保释出狱。1974年3月29日，他现身圭亚那，出席一场泛非地区大会指导委员会的会议。1975年10月，他在特立尼达岛的一个由油田工人工会组织的研讨会上演讲。同年11月，毕晓普就任格林纳达-古巴友好协会初代领导人。

### 上台和施政

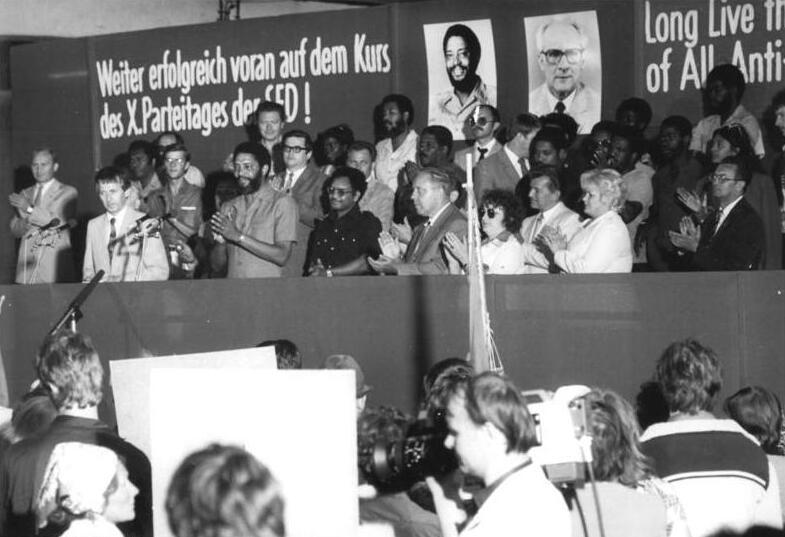
1982年，毕晓普在东德的包岑。

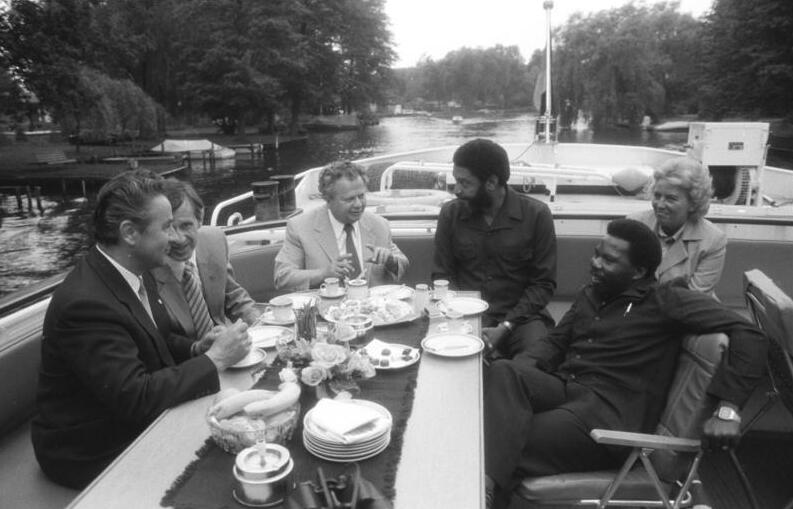
1982年，毕晓普和尤尼森·怀特曼在东柏林。

1976年，毕晓普当选为议会中圣乔治东南区的代表。在此后的三年间，他一直在众议院中担任反对党领袖。时任总理埃里克·盖里只能以猫鼬帮和选举舞弊等方式维持统治。1977年，他同尤尼森·怀特曼首次出访古巴。
1979年3月13日，新宝石运动发动武装政变，迫使当时在访问联合国总部的时任总理埃里克·盖里下台。随后，毕晓普担任格林纳达总理，宣布暂停施行当时的宪法。
毕晓普掌权后，格林纳达与古巴确立了良好关系。他发起了多个古巴援建项目，其中最重要的是位于岛南端的新国际机场。机场由欧美工程师设计，但建设资金和劳动力主要来自古巴。然而，美国总统罗纳德·里根指控格林纳达意图将这个机场用于起降苏联军用飞机。
毕晓普以维护工人和妇女的权利作为核心原则，并坚决反对种族主义和种族隔离。在他治下，
和其他组织共同参与政治决策的全国妇女组织得以成立，妇女得到同等报酬并享有带薪产假，性别歧视被认定为违法。关于教育、医疗、青年事务的组织也纷纷建立。同时，毕晓普还组建了人民革命军。然而，毕晓普政府也停止选举、压制媒体自由和异端政见，并被指控用军队镇压政见不同者和用外国援助的资金操纵选举等。对此，毕晓普宣称到革命成果更稳定、经济得到发展和人民生活水平得到提高时，言论自由权才能真正发挥作用；又表示，只有通过植根于人民的、适当的机制，人民才能有效参政。
虽然毕晓普引进了公共医疗系统，使得文盲率和失业率大幅降低，但在他的任期中旅游业并不景气。这就是他发起古巴援建的国际机场项目的原因。

### 政变殒命
1983年，新宝石运动的领导层内出现分歧。党内的一个军人集团要求毕晓普在下台或与副总理伯纳德·科尔德共同执政中做出选择，而这两个方案都被毕晓普否决了。于是，毕晓普最终于1983年10月上旬被科尔德废黜并软禁在家中。得知毕晓普下台后，格林纳达岛内爆发大规模抗议，要求科尔德释放并还政于毕晓普。负责软禁毕晓普的守卫也参加了抗议，毕晓普被成功解救。然而，毕晓普知道科尔德心意已决，在被释放后向一位记者表示：“我已经是一个死人了。” 此后，毕晓普先后乘坐卡车和汽车前往位于鲁珀特堡（现称乔治堡）的陆军总部。他到达后，一支部队从费德里克堡被派往鲁珀特堡，逮捕了毕晓普和其他七人。最后，一支四人组成的行刑队枪决了这几个人。毕晓普死后，一名枪手割开了他的喉咙，并切下了他的手指以取走他的戒指。他们的尸体随后被运送到一个军营中的坑里火化。目前，仍不知道他们的残骸所在的位置。
毕晓普死后，东加勒比国家组织、巴巴多斯、牙买加和时任格林纳达总督保罗·斯库恩联合申请美国援助。于是，时任美国总统罗纳德·里根发动了一场入侵，推翻了格林纳达人民革命政府。

## 家庭
1966年，莫里斯·毕晓普与护士安吉拉·雷德黑德（英語：Angela Redhead）结婚，并育有纳迪亚（英語：Nadia；1969年出生）和约翰（英語：John；1971年出生）两个孩子。1981年，安吉拉与两个孩子在毕晓普任格林纳达总理期间移民加拿大。毕晓普与他的伴侣杰奎琳·克里夫特在1978年又生下一个儿子，取名弗拉基米尔·克里夫特（英語：Vladimir Creft）。杰奎琳在1983年10月的政变中与毕晓普一同被杀。在父母去世后，弗拉基米尔前往加拿大与他同父异母的兄长一同生活，然而在16岁时于多伦多的一家夜总会里被捅死。

## 后世纪念
1983年，毕晓普被授予捷克斯洛伐克的白狮勋章。
2005年5月29日，格林纳达的萨林斯角国际机场被重命名为莫里斯·毕晓普国际机场。时任圣文森特和格林纳丁斯总理拉尔夫·冈萨维斯在典礼上称：“这次对加勒比人民的这个杰出的儿子的迟来纪念将给格林纳达的那段不被承认的历史划上句号。” 